# Eine Halbtagsstelle in Pompeji
Eine Halbtagsstelle in Pompeji ist der Titel eines Buches von Jürg Federspiel. Es erschien erstmals 1993 im Suhrkamp Verlag.

## Inhalt
Eine Halbtagsstelle in Pompeji ist eine Sammlung von acht zumeist surrealen Kurzgeschichten. Dem Inhalt sind eine Widmung für Rolf Geissberger und jeweils ein Zitat von Hans Magnus Enzensberger und Frank Sinatra vorangestellt.

### Ein böser Anfang und ein schönes Ende
In New York fährt Marina Rudin mit ihrer gleichnamigen, 18 Monate alten Tochter und ihrem Mann Joe mit dem Bus zu ihrer Schwiegermutter. Die beiden Eltern hatten sich auferlegt, dem Kind als Zeichen ihrer Liebe den Vornamen des gleichgeschlechtlichen Elternteils zu geben. Vierzehn Jahre später ändert Marina ihren Namen in Arina, da sie das M an ihre verhasste Mutter erinnere und heiratet mit 19 Jahren den Psychiatriepfleger Blox Berger, mit dem sie später Streit wegen Meinungsverschiedenheiten beim Geschlechtsverkehr hat. Da sich Blox Berger überarbeitet, stirbt er eines Tages in der gemeinsamen Wohnung. Auf der Beerdigung Blox Bergers, gerät Arina mit ihrer Mutter Marina in Streit, die ihrer Meinung nach nicht das Recht habe, um Blox Berger zu trauern. Arina wird von Arbeitskollegen ihres verstorbenen Freundes überwältigt, in ein Auto gezerrt und in einem Wald vergewaltigt. Kurz darauf verliert Arina auch ihre Stelle. Da ihre Mutter aber bei einem Verkehrsunfall ums Leben kommt, erbt sie deren Vermögen und eröffnet damit ein Blumengeschäft. Sie heiratet einen Mann, Joe, und bekommt mit ihm eine Tochter, die sie nach ihrer Mutter Marina benennt. Der Erzählfluss wird narrativ immer wieder von einer zweiten Geschichte, nämlich der der Entstehung des Mondes, unterbrochen.

### Der überklebte Mann
Ein Gast sieht in einer Kneipe einen mit Klebeband überklebten, etwa siebzigjährigen Mann. Dieser kommt mit dem Gast ins Gespräch und erzählt, dass er früher Lokführer war und sich in eine Frau verliebt hatte, die ihm immer an der Bahnstrecke zugewunken hat. Eines Tages hat er sie aber aus Versehen überfahren und meint, dass man sie hätte retten können, wenn man ihren Körper mit Klebeband zusammengeklebt hätte. Als sich der Gast verabschiedet und die Kneipe verlässt, sieht er, dass der Mond ebenfalls mit Klebeband überklebt ist.

### Ein Schneemann betrachtet die Welt
Ein Geschäftsmann kauft in Alaska den Schneemann Riildu. Dieser scheint beseelt zu sein und sagt, nachdem er erworben wurde, dass er nach Mexiko wolle. Der Erzähler fliegt mit dem Schneemann nach Mexiko und zieht in ein nobles Hotel ein. Dort beobachtet er eine alte Frau, die mit einem kleinen japanischen Mädchen spielt, das offenbar keinen Namen hat. Als der Erzähler erfährt, dass man in Mexiko Kinder als Ware betrachtet und diese sogar vermietet werden, beginnt Riiltu zu schmelzen.

### Der Mann mit dem Regenschirm in Zürich
Während der Erzähler in Zürich auf seine Frau wartet, die gerade einkauft, erblickt er an einer Strassenbahnhaltestelle einen Mann Ende sechzig. Er hält einen Regenschirm in der Hand, den er auch trotz des einsetzenden Starkregens nicht aufspannt. Passanten empören sich, dass der Herr den Regenschirm nicht benützt und halten ihn für einen Ausländer, den sie in primitiver Sprache zu verstehen geben, dass er den Schirm aufspannen müsse. Am Ende wird der Mann von zwei Polizisten abgeführt. Als die Frau des Erzählers zurückkommt, wird ihr die Begebenheit erzählt. Siebzehn Jahre später steht der Erzähler am selben Platz, ist aber inzwischen geschieden. Es spielen sich surreale Szenen ab, zum Schluss ruft ein Beduine mit zwei brennenden Regenschirmen die Takbīr. Die Erzählung endet mit der ironischen Versicherung des Erzählers „Es steht geschrieben“.

### Porträt eines Romantikers
In Manhattan erschiesst Michael Dedual, ein Schweizer, den vermeintlichen Liebhaber seiner Frau. Als sich der Angeschossene kurz vor dem Tod umdreht, merkt der Täter, dass er ihn verwechselt hat. Als er zurückfliegen will, liest er in der Zeitung von dem Mord und wird nervös. Dedual wird in einer Rückblende beschrieben. Er ist Jurist und Romantiker, was seine Emotionsausbrüche in Liebessachen erklärt. Nachdem Dedual bei einem Autounfall in der Schweiz ums Leben kam, muss sich der Erzähler für die Geschichte ein Ende ausdenken.

### Eine Geschichte über Rache
Ein Ehepaar im Schlafzimmer ihres Hotels auf Gozo: Während sich ein Streit zwischen den beiden Eheleuten anbahnt, zieht auch ein Unwetter auf. Der 22 Jahre ältere Ehemann geht in die Hotelbar. Die Ehefrau nimmt Schlaftabletten und trinkt dazu Gin, dabei erinnert sie sich an ihre Kindheit im Nachkriegsdeutschland. Am nächsten Morgen wacht die Frau auf und bemerkt, dass ihr Mann zwischenzeitlich alleine abgereist ist. Wie die erste Geschichte wird auch diese Erzählung von zwei Einschüben, die sich auf die maltesische Geschichte beziehen, unterbrochen.

### Eine Halbtagsstelle in Pompeji
Die Eltern Wolfgang Vonderach und Astrid machen mit ihrer Tochter Claudia und ihrem Sohn Valentin eine Frühjahrswanderung. Ihre Tochter entdeckt Schnee und bemerkt, die Familie hätte Skier mitnehmen sollen. In einer Rückblende erfährt man, dass die Eltern neun Jahre vorher geheiratet haben und kürzlich in ein neues Haus gezogen sind. Dort entdeckt Astrid ihren im Sterben liegenden Mann, ihre Hilfe kommt aber zu spät. Der tote Wolfgang findet sich in Pompeji wieder. Die Erzählung endet mit der Wiederholung der am Anfang erzählten Stelle. Sie wird dadurch ergänzt, dass ihre Tochter, als sie eine Pfütze sah, auch einmal gerufen habe: „Wir hätten ein Surfbrett mitnehmen müssen.“

### Ausgaben
- Jürg Federspiel: Eine Halbtagsstelle in Pompeji. Suhrkamp, Frankfurt am Main 1993 (Erstausgabe) ISBN 3-518-40509-8.